# Ho Chi Minh (miasto)
Ho Chi Minh (wiet. Thành phố Hồ Chí Minh, wymowaⓘ [tʰɐn˨˩ fow˦ˀ˥ how˨˩ c̻ɪj˦ˀ˥ mɨ̞̠n˧˥]), dawniej Sajgon (wiet. Sài Gòn) – miasto w południowym Wietnamie, na zachodnim brzegu rzeki Sajgon. Ważny ośrodek przemysłowy i węzeł komunikacyjny, główny port morski kraju. W 2019 roku liczył ponad 7,1 mln mieszkańców.
Do 1976 roku Ho Chi Minh nosił nazwę Sajgon. Od 1867 roku było ośrodkiem administracyjnym francuskiej Kochinchiny, a w latach 1954–1975 było stolicą Republiki Wietnamu. Miasto otrzymało swoją obecną nazwę po upadku Wietnamu Południowego w 1975 roku, na cześć lidera północnowietnamskich komunistów Hồ Chí Minha.

## Ustrój
Ho Chi Minh jest zespołem miejskim funkcjonującym na tym samym poziomie organizacyjnym, jak wietnamskie prowincje, ma więc strukturę polityczną prowincji, z Radą Ludową i Komitetem Ludowym.
Miasto jest podzielone na 22 dzielnice. 5 z nich to dzielnice wiejskie (Nhà Bè, Cần Giờ, Hóc Môn, Củ Chi i Bình Chánh), obejmujące tereny rolne wokół miasta, włączone w oficjalne granice miasta. Tylko 5 dzielnic miejskich ma nazwy (Tân Bình, Bình Thạnh, Phú Nhuận, Thủ Đức i Go Vap), pozostałe są numerowane od 1 do 12.

## Historia
W 1679 r. w małej rybackiej osadzie, w bagnistej kambodżańskiej prowincji Prey Nokor pozwolono osiedlić się uchodźcom chińskim, zwolennikom upadłej w 1644 r. dynastii Ming. W drugiej połowie XVII w. prowincja stopniowo została przejęta przez władający południem Wietnamu ród Nguyễn i zasiedlona przez osadników wietnamskich. W 1698 r. przywódca rodu Nguyễn, Nguyễn Phúc Chu, utworzył dwie prowincje: Trấn Biên i Phiên Trấn, oraz ustanowił wicekróla dla tego obszaru. Miasto, nazwane po wietnamsku Gia Định, szybko stało się ważnym centrum gospodarczym.

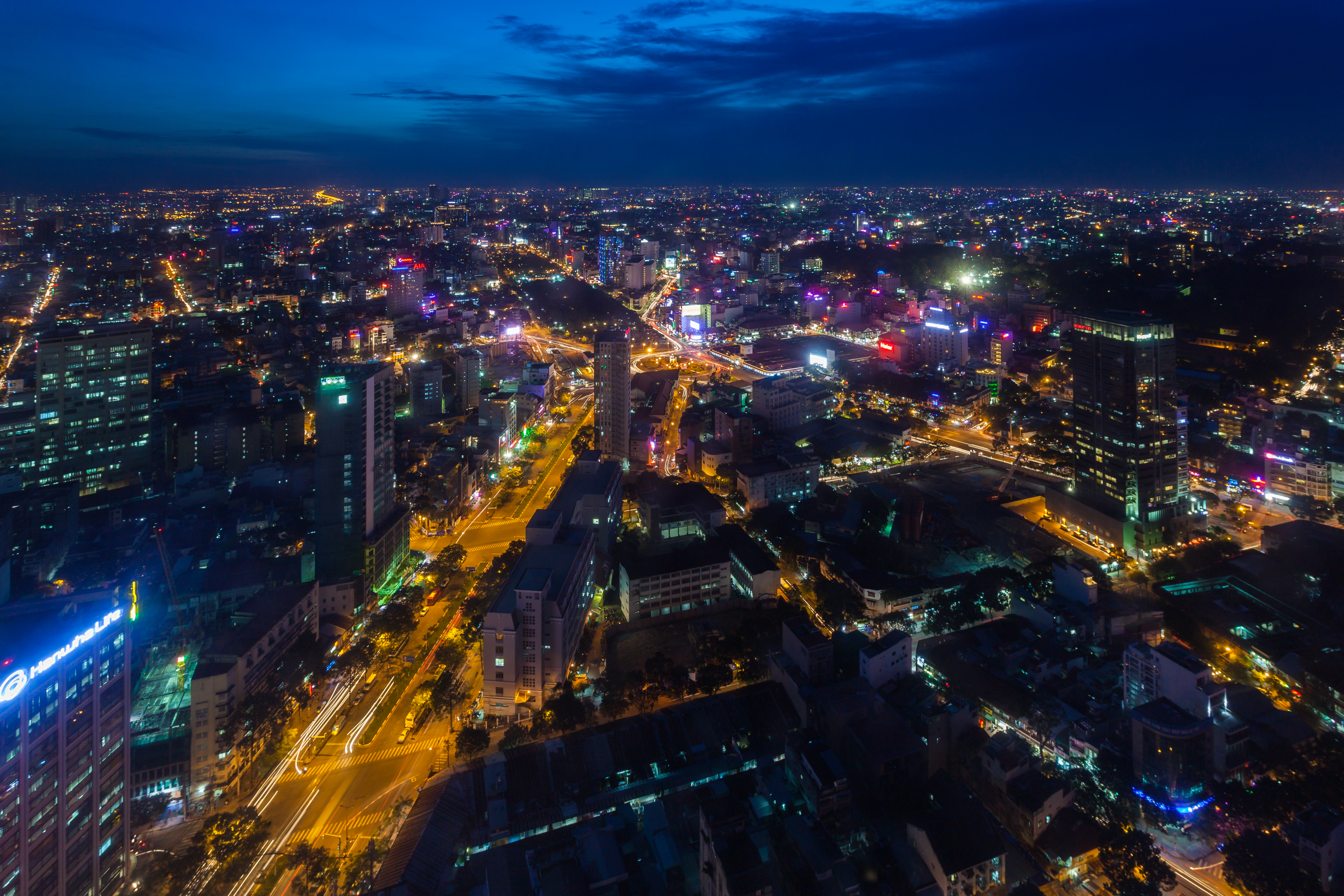
Centrum Ho Chi Minh

W okresie kolonialnym Francuzi uczynili miasto stolicą swoich indochińskich kolonii i zmienili nazwę na Sajgon (wiet. Sài Gòn). Nazwa miasta, używana wcześniej nieoficjalnie, pochodzi prawdopodobnie z języka chińskiego. Okres panowania Francuzów miał duży wpływ na dzisiejszy wygląd miasta.
W okresie I wojny indochińskiej Sajgon został stolicą wspieranego przez Francuzów cesarza Bảo Đạia. Po przegranej w 1954 roku wojnie Francuzi wycofali się z Wietnamu, cesarstwo upadło, a Sajgon został stolicą Republiki Wietnamu (Południowego), utworzonej na mocy postanowień konferencji genewskiej w 1954 r.

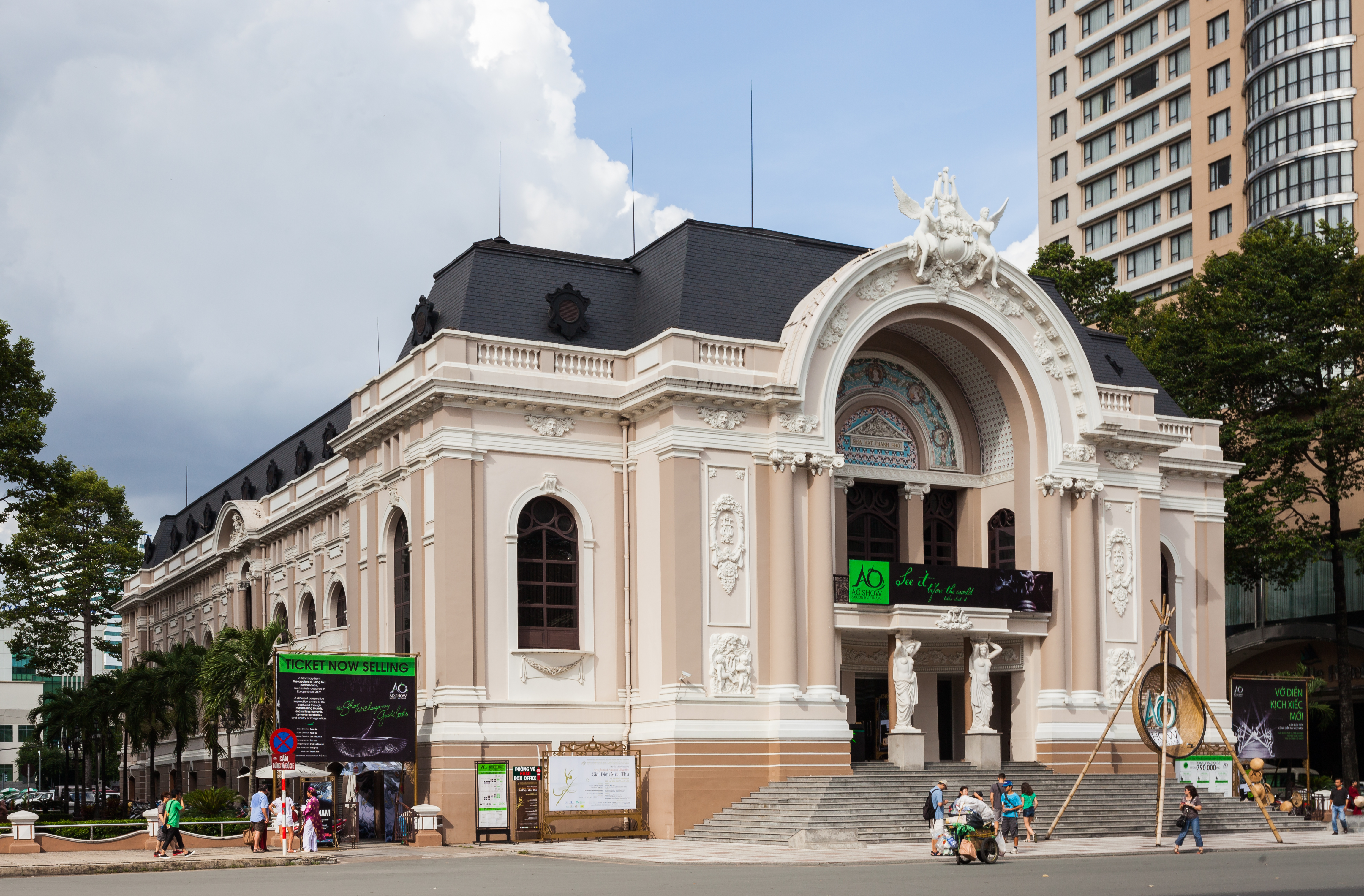
Teatr miejski (Opera)

W czasie II wojny indochińskiej od 1965 w Sajgonie stacjonowały dziesiątki tysięcy amerykańskich żołnierzy, co prowadziło do rozkwitu miejscowej gospodarki. Lata wojny przyniosły jednak też kilka milionów uchodźców, którzy przybyli do stosunkowo bezpiecznego miasta w wyniku bombardowań dywanowych obszarów wiejskich przez Stany Zjednoczone. Podczas ofensywy Tet 31 stycznia 1968 roku Vietcong odniósł propagandowy sukces w bardzo symbolicznym ataku na ambasadę USA w Sajgonie. Jednak 19 bojowników, którzy próbowali szturmować budynek ambasady, zostało zabitych, zanim mogli wejść do budynku. Ofensywa Tet nie przyniosła Vietcongowi pożądanego przełomu militarnego, ale była decydująca, zwłaszcza w odniesieniu do opinii publicznej w USA. Panowało wrażenie wojny, której nie można wygrać i która stała się bezcelowa. 
30 kwietnia 1975 roku miasto zostało zdobyte przez wojska Wietnamu Północnego. W 1976 roku, już w ramach Socjalistycznej Republiki Wietnamu, jego nazwa została zmieniona na Ho Chi Minh (wiet. Hồ Chí Minh), aczkolwiek do dzisiaj jego mieszkańcy używają nieformalnie nazwy Sajgon (wiet. Sài Gòn). Formalnie nazwę Sajgon nosi Dzielnica nr 1.

## Ludność
Ho Chi Minh jest zamieszkany przez liczną mniejszość chińską, a dzielnica Chợ Lớn jest potocznie określana mianem Chinatown.

## Transport
W mieście znajduje się stacja kolejowa Sajgon.

## Sajgon jako synonim
Sajgon w języku polskim (najczęściej w mowie potocznej) jest synonimem intensywnych działań opartych na chaosie i zamieszaniu. Janusz Lizut, autor monografii poświęconej upadkowi miasta w 1975 roku, wywodzi go właśnie od nieskoordynowanej i chaotycznej obrony stolicy przez armię Wietnamu Południowego przed atakującymi oddziałami z Północy. 

## Galeria

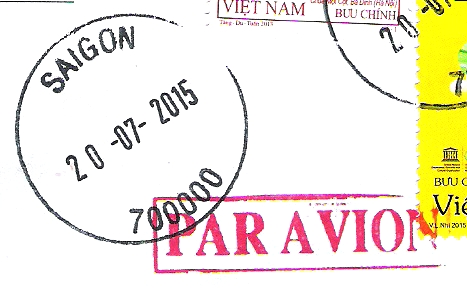
Stempel pocztowy SAIGON z miasta Ho Chi Minh
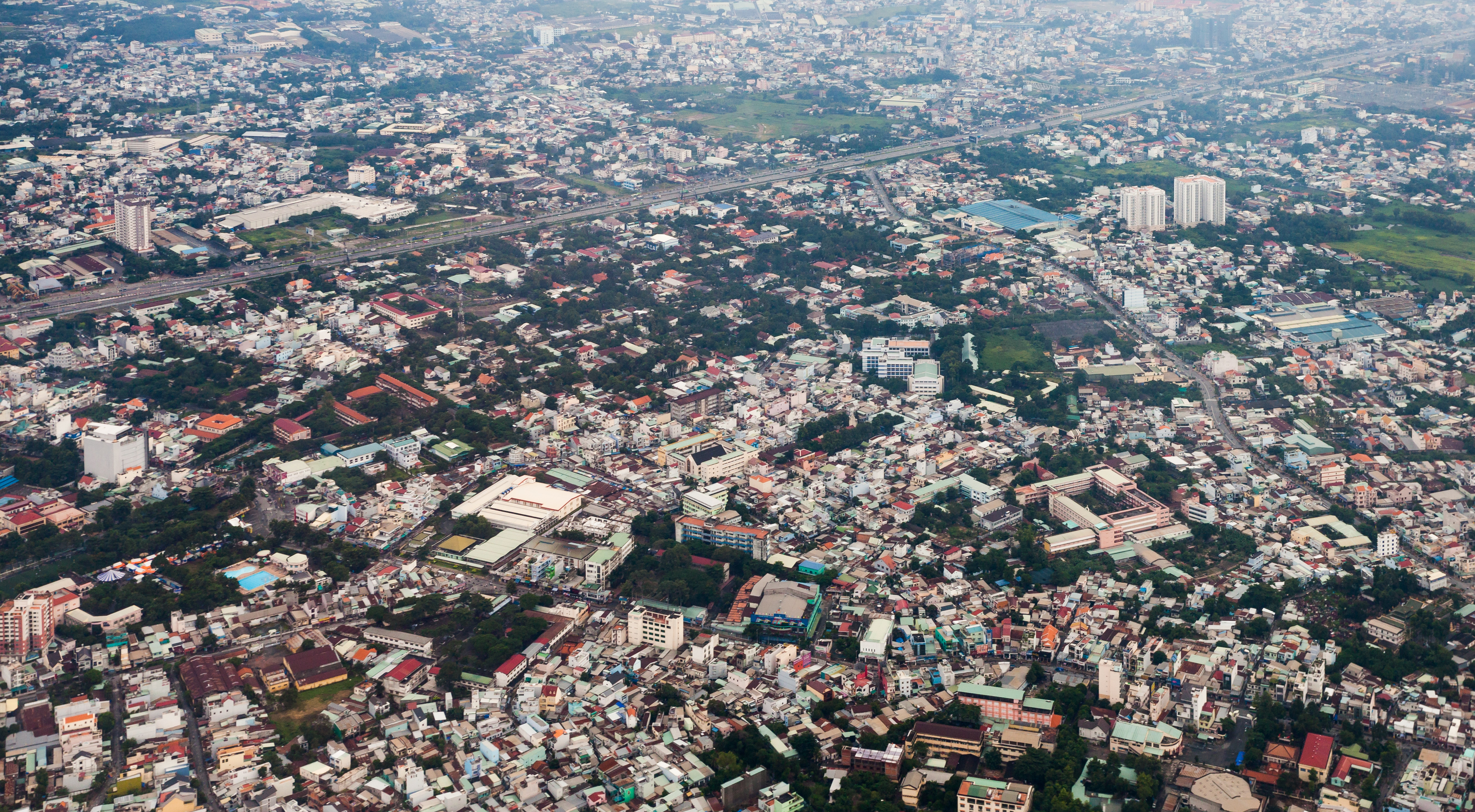
zdjęcie lotnicze
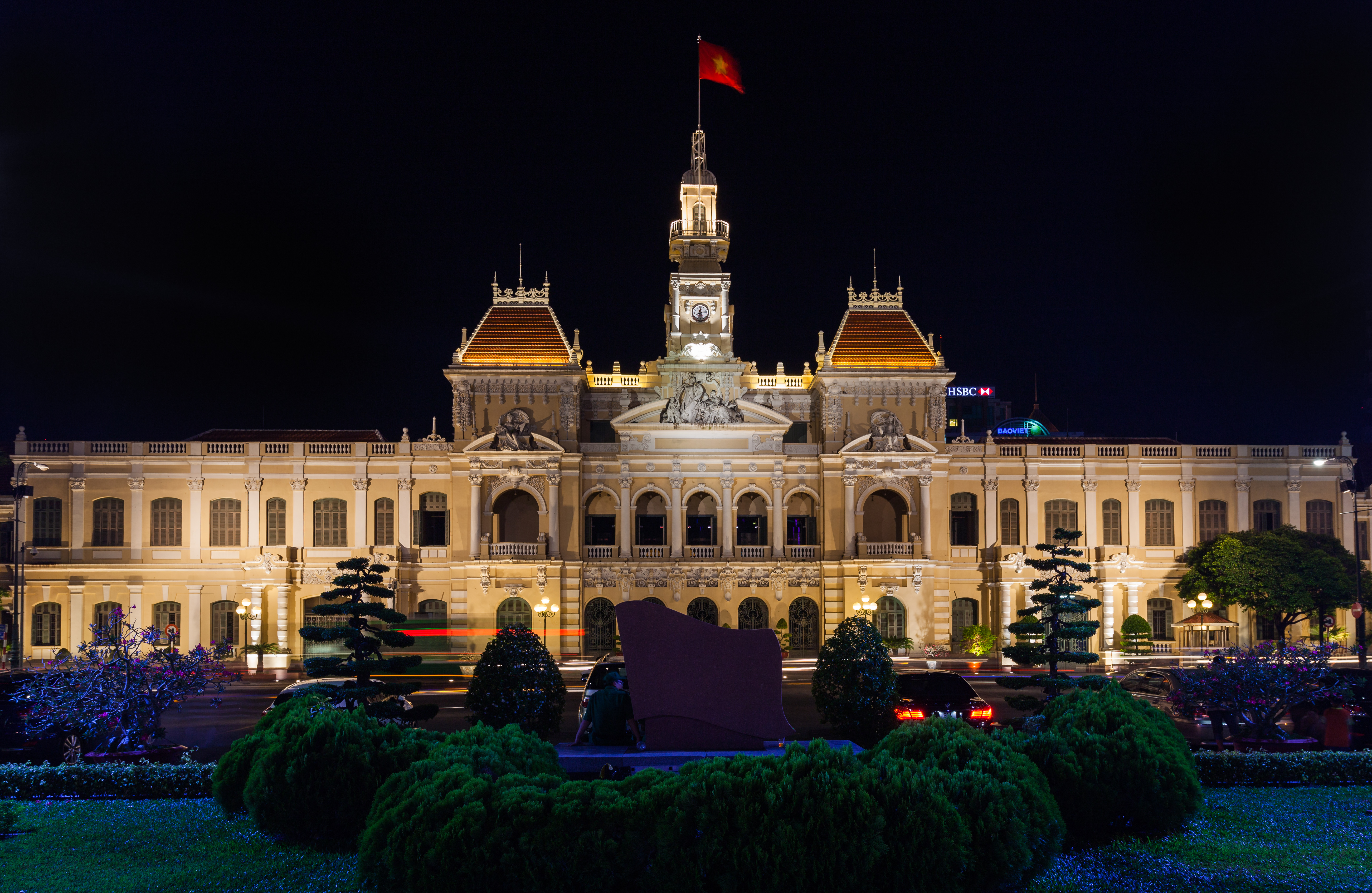
Stary ratusz - Hôtel de ville
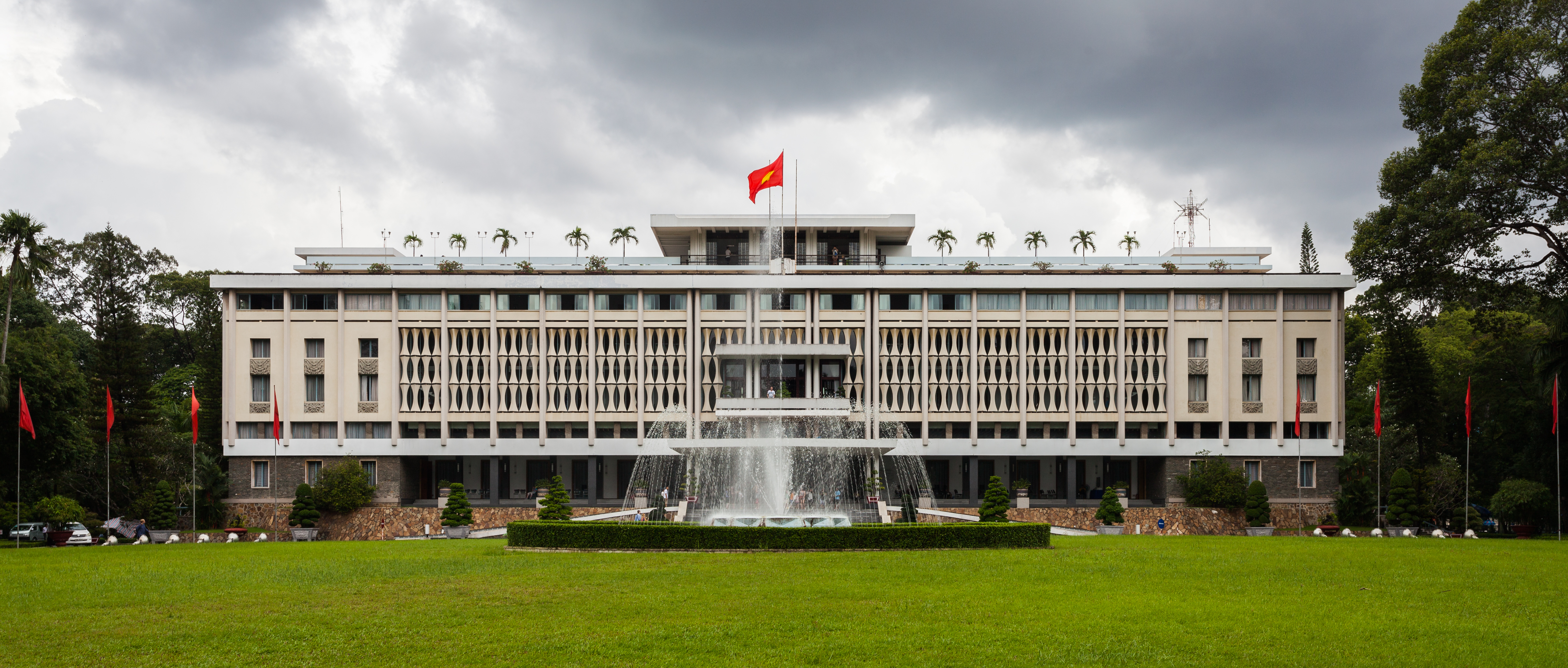
Pałac Zjednoczenia
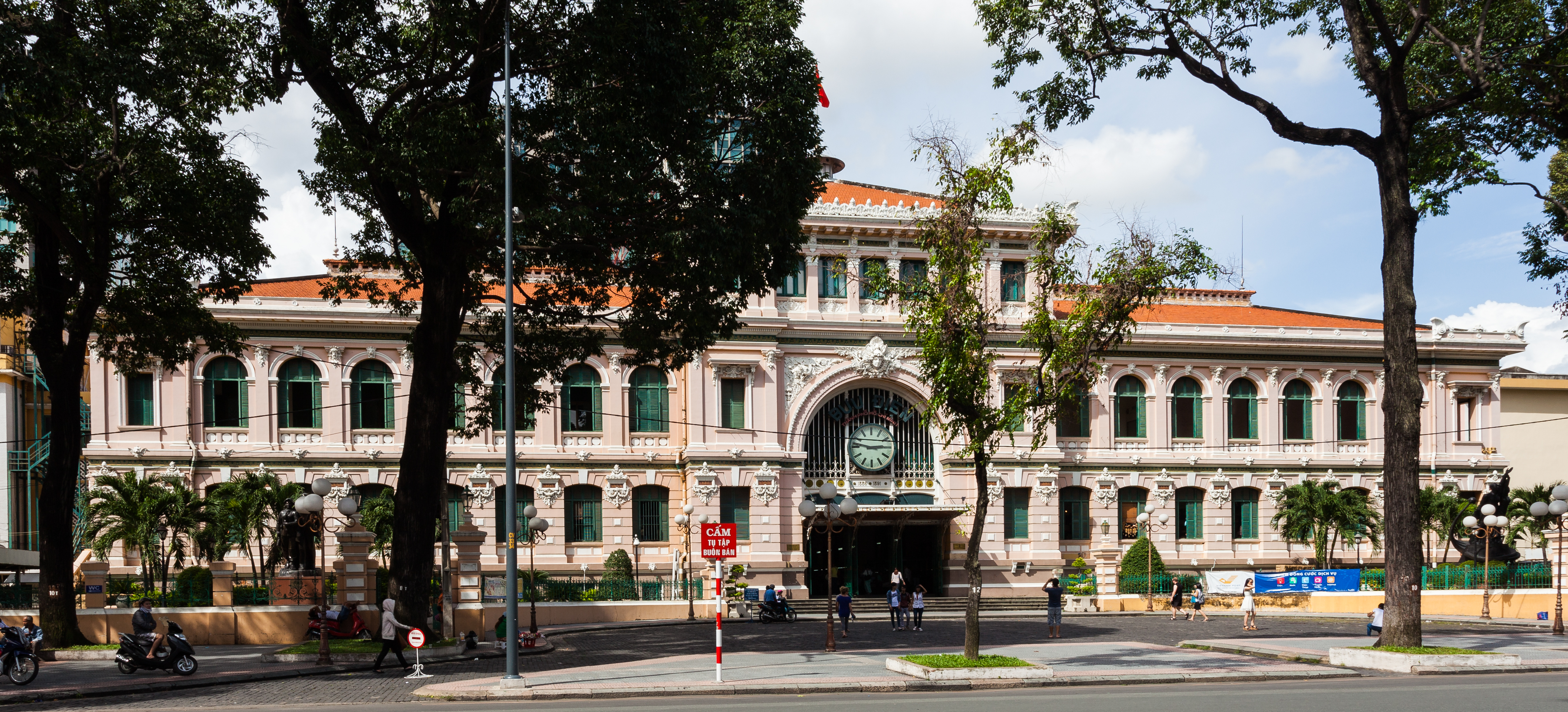
Poczta Główna
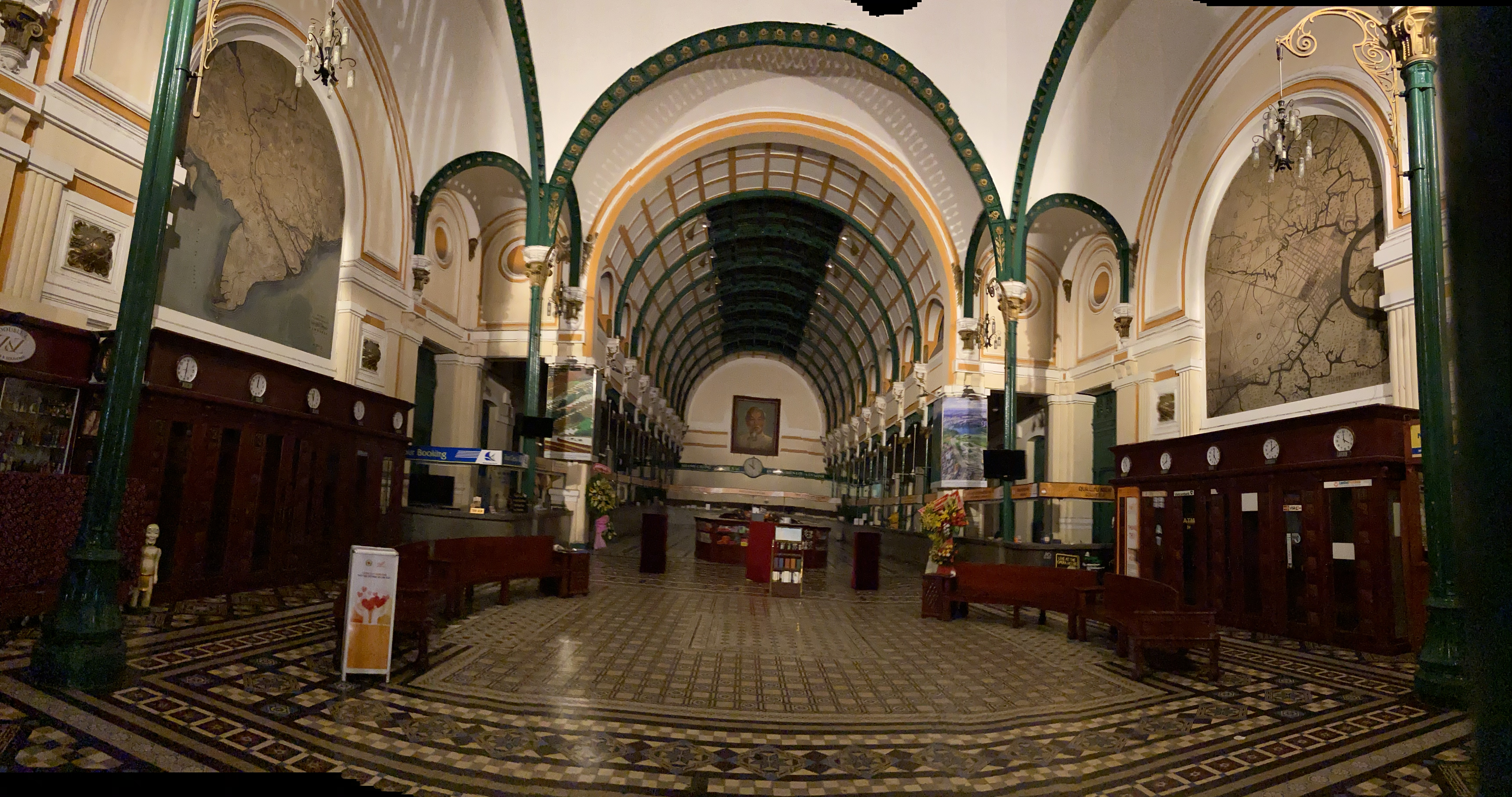
Wnętrze Poczty Głównej
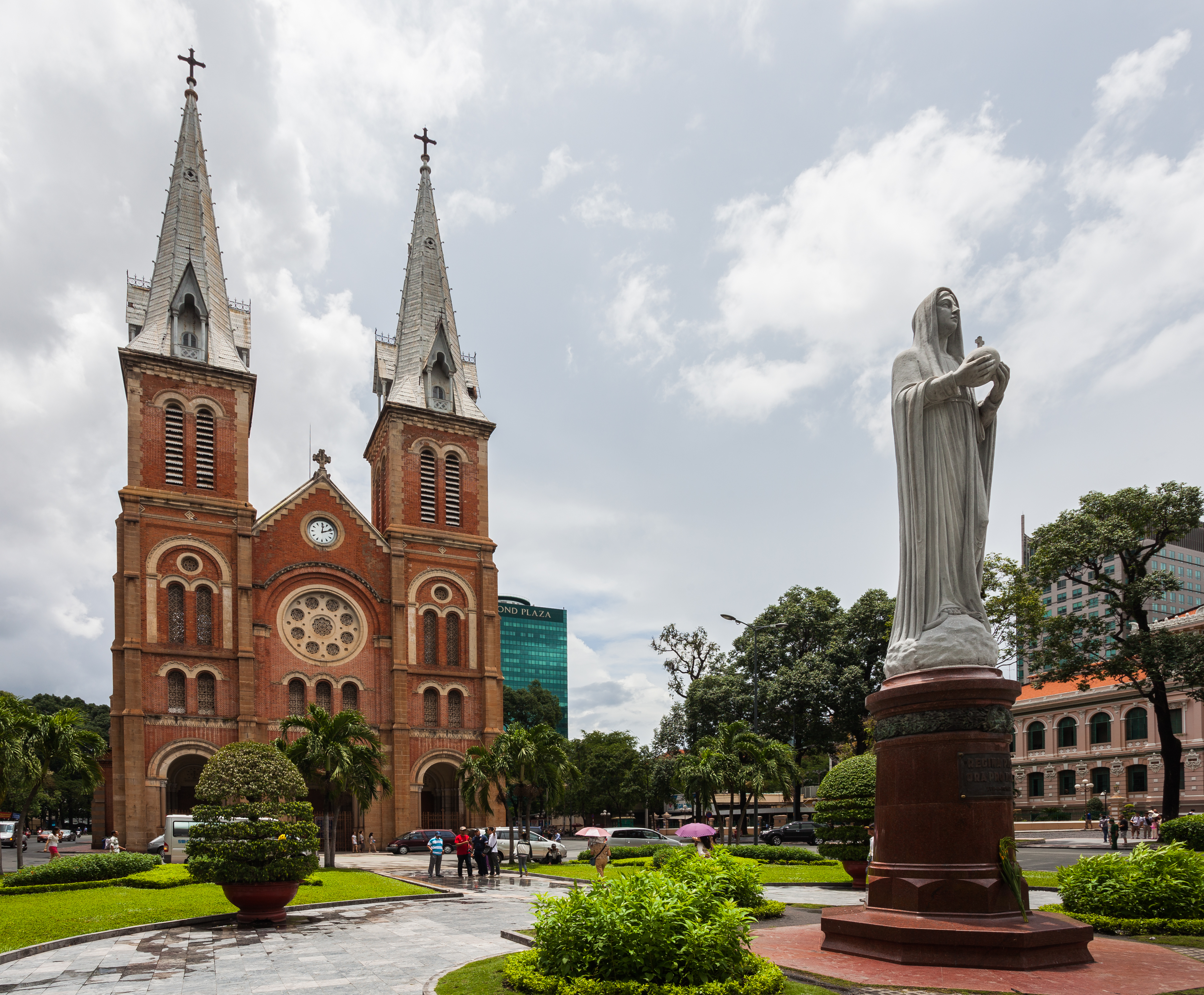
Katedra Notre Dame
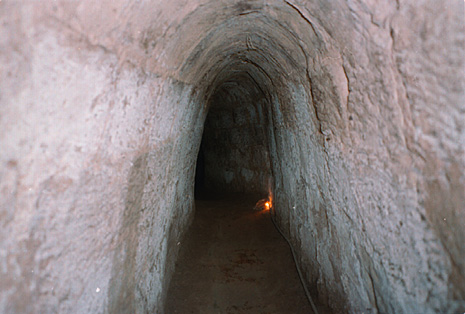
Część tuneli Củ Chi
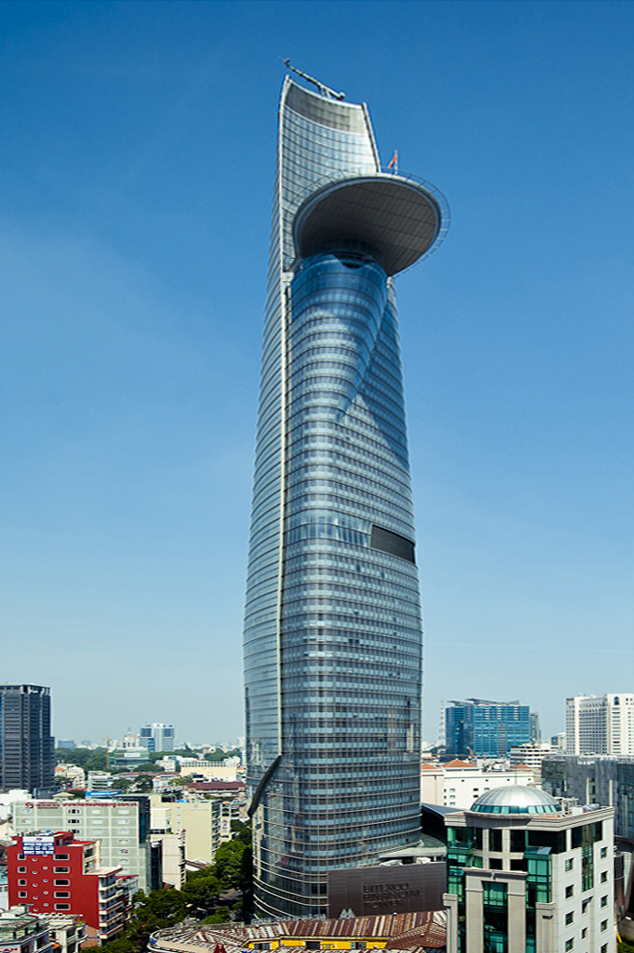
Bitexco Financial Tower jeden z najwyższych budynków w Wietnamie z lądowiskiem dla helikopterów
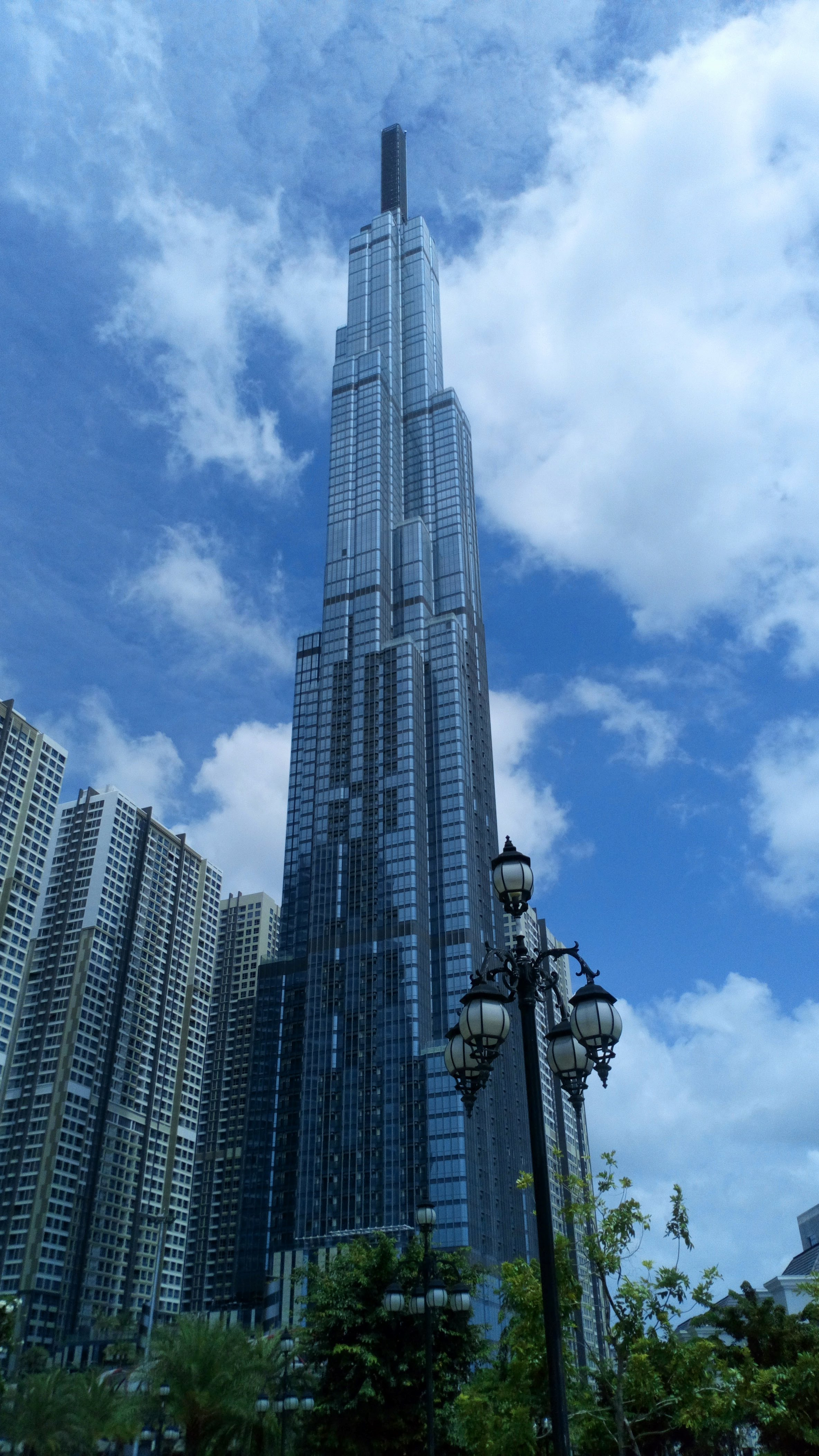
Landmark 81 - najwyższy budynek w Wietnamie (2018)

## Miasta partnerskie
Miasto prowadzi współpracę międzynarodową z:
- Pusan, Korea Południowa
- Champasak, Laos
- Manila, Filipiny
- Moskwa, Rosja
- Lipsk, Niemcy
- Lyon, Francja
- Kanton, Chińska Republika Ludowa
- Osaka, Japonia
- Rhône-Alpes, Francja
- Phnom Penh, Kambodża
- Wientian, Laos
- Jekaterynburg, Rosja
- Shenyang, Chińska Republika Ludowa
- Toronto, Kanada
- San Francisco, Stany Zjednoczone
- Szanghaj, Chińska Republika Ludowa
- Petersburg, Rosja
- Genewa, Szwajcaria
- Mińsk, Białoruś
- Władywostok, Rosja
- Barcelona, Hiszpania
- Sewilla, Hiszpania
- Johannesburg, Południowa Afryka